# Toto Wolff
Torger Christian Wolff, detto Toto (IPA: [vɔlf]; Vienna, 12 gennaio 1972), è un manager, ex pilota automobilistico e dirigente sportivo austriaco, direttore esecutivo della Mercedes in Formula 1.

## Biografia
Toto Wolff è nato il 12 gennaio 1972 a Vienna da madre polacca e padre austriaco di origini rumene. Sua madre era un medico. È cresciuto in città e lì ha studiato in una scuola francese (Lycée Français de Vienne), nonostante non provenisse da una famiglia benestante. Al padre di Wolff fu diagnosticato un cancro al cervello quando Wolff aveva otto anni. I suoi genitori si sono separati in seguito alla diagnosi del padre. Suo padre è morto a causa della malattia durante l'adolescenza di Toto.

## Carriera

### Pilota
Amico d'infanzia di Philip Peter, durante una visita al Nürburgring, dove Peter stava gareggiando in una gara, Wolff decise che anche lui voleva diventare un pilota da corsa.
Ha completato la formazione presso la Lechner Racing School e ha acquistato una Seat Ibiza per acquisire la sua prima esperienza di guida.
Wolff ha iniziato la sua carriera negli sport motoristici nel 1992 nella Formula Ford austriaca, proseguendo fino al 1994 correndo anche in Formula Ford. Nel 1994 ha vinto la 24 Ore del Nürburgring nella sua categoria. Nello stesso anno uno dei suoi sponsor austriaci si ritirò dagli sport motoristici a causa degli incidenti di Karl Wendlinger e Roland Ratzenberger. Wolff decise di concludere la sua carriera agonistica a causa di questo gap finanziario e perché ha riconosciuto una differenza di livello rispetto a piloti come Alexander Wurz o Nick Heidfeld. Dopo una pausa di diversi anni, Wolff è tornato a correre come pilota amatoriale all'inizio degli anni 2000. Nel 2002 ha concluso al sesto posto il campionato mondiale FIA NGT, nel quale ha vinto una gara.
Passò al Campionato Italiano GT nel 2003, vincendo una gara nel 2004 con Lorenzo Case, mentre allo stesso tempo correva nell'equipaggio con Karl Wendlinger nel Campionato FIA GT. Wolff si è classificato secondo nel Campionato austriaco di rally nel 2006 e vinse anche la 24 Ore di Dubai del 2006. Wolff ha lavorato anche come istruttore presso la Walter Lechner Racing School e nel 2009 è diventato detentore del record sul giro di 7:03 del Nürburgring Nordschleife su una Porsche 997 GT3 RSR.

### Manager
Wolff ha studiato all'Università di Economia di Vienna negli anni '90, senza concludere gli studi e ha lavorato in una società di investimenti a Mosca. Ha poi lavorato nelle vendite per l'azienda siderurgica Koloman Handler.
Ha fondato con Rene Berger la società di investimento Marchfifteen nel 1998, la Marchsixteen investimenti nel 2004 e la Next March GmbH nel 2007. Attraverso queste società inizialmente erano incentrati su società di internet e della tecnologia e dal 2003 si sono concentrati su investimenti strategici in società industriali e quotate di medie dimensioni. Wolff e Berger hanno organizzato una serie di finanziamenti per le prime startup Internet austriache come JoWooD, sysis Interactive Simulations AG e ucpmorgen, alcune delle quali sono state successivamente vendute.
Nel corso delle sue attività nel motorsport, Wolff ha conosciuto i responsabili del programma Junior Mercedes e, attraverso di loro, il programma DTM gestito da HWA AG, in cui Wolff ha acquistato una partecipazione del 49% nel 2006 e quotata la società in borsa nel 2007. La società gestisce il programma di gara Deutsche Tourenwagen Masters per Mercedes-Benz, sviluppa motori Formula 3 e la vettura da corsa SLS Gullwing GT3. Wolff è stato membro del consiglio di sorveglianza della HWA fino all'inizio del 2013 come sostituto del presidente Hans Werner Aufrecht e detiene ancora oggi una quota di partecipazione. Altri investimenti sono in BRR Rallye Corsa, una delle più grandi produttrici di rally in Europa e vincitore nel 2008 del Mondiale Produzione Rally Championship (PWRC) con l'allora Red Bull Junior Andreas Aigner, e nel 2011 vincitore della Super 2000 World Rally Championship (S-WRC) con pilota Juho Hänninen.
Wolff è comproprietario di una società di gestione sportiva con Mika Häkkinen ed è stato coinvolto nella gestione di piloti quali Bruno Spengler, Alexandre Prémat e Valtteri Bottas. 
Nel novembre 2009 è stato annunciato che Wolff, tramite l'holding Marchsixteen, avrebbe comprato una quota della Williams, scuderia di Formula 1, entrando nel consiglio di amministrazione del gruppo. Nel 2011 porta la Williams Grand Prix Holding PLC (WGF1) come primo team di F1 a quotarsi in borsa.  Nel 2012 ne è stato nominato direttore esecutivo, portando la Williams a vincere il Gran Premio di Spagna con Pastor Maldonado.
Nel 2013 ha lasciato Williams per diventare direttore esecutivo della Mercedes, sempre in Formula 1. Oltre a far parte del team, ne ha anche acquisito il 30% delle azioni, insieme al socio Rene Berger. Wolff ha assunto il coordinamento di tutte le attività sportive di Mercedes-Benz, responsabilità precedentemente detenuta da Norbert Haug. Wolff ha cominciato a lavorare in Mercedes il 28 gennaio 2013, pur mantenendo inizialmente una partecipazione azionaria minoritaria in Williams, che non presupponeva nessun ruolo all'interno del team britannico; nel 2014 ha venduto il 10% di questa quota all'imprenditore statunitense Brad Hollinger, e poi nel 2016 il restante 5%.
In qualità di comproprietario sia della Williams F1 (dove la moglie Susie ha lavorato come collaudatrice fino a novembre 2015) che della Mercedes Grand Prix, Wolff ha celebrato numerosi podi e successi per entrambe le squadre, come nel Gran Premio d'Austria 2014, dove entrambi i team conclusero nelle prime 4 posizioni, così come nel Gran Premio d'Italia 2014.
Il 2018 si è rivelato l’anno di maggior successo nel motorsport nella storia di Mercedes. La scuderia anglo-tedesca ha vinto i titoli di F1 con Lewis Hamilton, Formula 2 con George Russell, F3 europea con Mick Schumacher, tutti e tre i titoli nella sua ultima stagione di competizioni DTM con Gary Paffett che si è assicurato il titolo piloti, entrambi i titoli F1 eSports e numerosi campionati nelle corse clienti. I risultati di Wolff sono stati premiati con la consegna del John Bolster Award da parte di Jean Todt agli Autosport Awards 2018. Wolff ha successivamente ricevuto il President's Award sempre da Todt, insieme al presidente non esecutivo della squadra Niki Lauda, al Gala di premiazione della FIA 2018 tenutosi a San Pietroburgo.
Nel 2019, la Mercedes ha continuato il suo successo assicurandosi il sesto doppio campionato mondiale consecutivo al GP del Giappone, quando il team si è assicurato il titolo Costruttori e solo uno tra Lewis Hamilton e Valtteri Bottas poteva ancora diventare campione Piloti. Si tratta di un risultato senza precedenti nella storia di questo sport. Nel 2019, Wolff è l'unico Team Principal ad aver vinto più di cinque campionati (sia piloti che costruttori) consecutivi. Nello stesso anno Wolff ha investito nella startup austriaca Instahelp, che offre consulenza psicologica online.
Nel 2020, la Mercedes si è assicurata il settimo doppio campionato del mondo consecutivo. Il campionato ha stabilito il record assoluto di campionati costruttori consecutivi, davanti ai sei vinti dalla Ferrari dal 1999 al 2004. Nella stessa stagione, Hamilton è diventato il pilota di maggior successo in termini di vittorie nel GP del Portogallo 2020 e si è assicurato il settimo titolo mondiale piloti al GP di Turchia eguagliando il record detenuto da Michael Schumacher. Nello stesso anno c'era entusiasmo per l'investimento di Toto Wolff nella casa automobilistica inglese Aston Martin: poiché una squadra con lo stesso nome gareggia in Formula 1 dall'inizio della stagione 2021, i media hanno ipotizzato che Wolff avrebbe lasciato la Mercedes e si fosse trasferito in Aston Martin. Successivamente è stato annunciato che le azioni di Wolff nell'Aston Martin rappresentavano solo lo 0,95% della società e che ciò non avrebbe influenzato il suo lavoro alla Mercedes. 
Nel 2021 ha aumentato le sue quote nel Mercedes AMG F1 Team al 33,33%. È così diventato un partner paritario insieme a Daimler AG e INEOS. Dalla fine della stagione 2020 è stata confermata la sua estensione come amministratore delegato e caposquadra per i prossimi tre anni. Una volta scaduto questo, ha l'opportunità di assumere un ruolo di leadership nell'organizzazione. Il team ha fatto seguito a questo risultato vincendo l'ottavo campionato mondiale costruttori consecutivo nel 2021 e 7 campionato mondiale piloti.
Dall'introduzione dei regolamenti turbo-ibridi nel 2014, la Mercedes ha vinto 112 delle 198 gare sotto la guida di Wolff. La squadra ha conquistato 120 delle 198 pole position, 74 blocchi in prima fila e 255 dei 396 possibili podi. Da quando Wolff è entrato in Mercedes nel 2013, la squadra ha raggiunto una percentuale di vittorie del 53%. 
Wolff è stato anche direttore e CEO del Mercedes EQ Formula E Team e occasionalmente ha partecipato alle gare di Formula E. Nell'agosto 2021, Wolff era presente a Berlino quando la Mercedes vinse sia il campionato piloti che quello costruttori, in una gara vinta dal pilota Venturi, Norman Nato, dove la moglie, Susie Wolff, è team principal. Con il pilota Venturi, Edoardo Mortara arrivato secondo nei campionati piloti, i Wolff hanno portato le rispettive squadre al primo e al secondo posto nel campionato di Formula E. Dopo la stagione 2021-2022, il team viene ceduto alla McLaren.
La rivista svizzera Balance stima il patrimonio di Wolff a 1,25 miliardi di franchi.

## Vita privata
Wolff è sposato con l'ex pilota britannica Susie Stoddart. L'11 aprile 2017, Susie ha annunciato su Twitter di aver dato alla luce il suo primo figlio, Jack Wolff, il giorno precedente. Inoltre ha due figli nati da un matrimonio precedente, Benedict e Rosa. Vive a Ermatingen sul Lago di Costanza in Svizzera.
Wolff parla correntemente tedesco (sua lingua madre), inglese, francese, italiano, spagnolo e polacco.
Wolff è vicepresidente della Mary Bendet Foundation, fondata in memoria di un compagno di scuola che è stato un modello per una generazione di amici. La Fondazione mira a migliorare la qualità della vita dei bambini svantaggiati.
Wolff ha ricevuto un dottorato onorario dalla Cranfield University per i suoi servizi al Motorsport nel maggio 2021.
Nel novembre 2021, Wolff è stato nominato Associate Fellowship della Oxford Saïd Business School per due anni per trasferire la sua comprensione della cultura delle alte prestazioni, della leadership del team e dell'efficacia personale dalle piste in classe.
Nel febbraio 2022, la leadership di Wolff nella Mercedes è stata oggetto di un caso di studio della Harvard Business School, a cura di Anita Elberse. Wolff ha visitato Harvard il 3 marzo 2022, per insegnare il caso di studio agli studenti e condurre una discussione sulla leadership ad alte prestazioni e sulla cultura organizzativa.
Nel maggio 2022, Wolff è stato nominato membro esecutivo della Harvard Business School, ruolo in cui ricoprirà il ruolo di docente affiancato dalla professoressa Anita Elberse.